# Еропкин, Ипполит Алексеевич
Еропкин Ипполит Алексеевич, (25 января 1852 — 30 декабря 1917) — русский генерал-лейтенант, участник Первой мировой войны.

## Биография

### Образование
Образование получил в Нижегородской графа Аракчеева военной гимназии. В службу вступил 06.08.1868. Окончил Тверское кавалерийское юнкерское училище (по 2-му разряду).

### Карьера
Выпущен во 2-й легко-уланский Курляндский полк.
Корнет (ст. 26.12.1872).
Поручик (ст. 04.04.1876).
Штабс-Ротмистр (ст. 22.07.1877).
Ротмистр (ст. 01.04.1890).
Полковник (ст. 22.07.1895). Кирасирский Её Величества полк, Гатчина. Характеризуется мемуаристами как отличный кавалерист и ужасный ретроград.
Вот что пишет о полковом празднике кирасир 9 мая в присутствии Августейших особ Ю́рий Га́лич (корнет Георгий Иванович Гончаренко), автор текста песни «Поручик Голицын», в своей книге «Синие кирасиры»:

…Впереди выступал старший полковник, Ипполит Алексеевич Еропкин, высоко задрав голову в золотой каске, туго схваченной под подбородком металлической чешуей, опустив тяжелый палаш за правую шпору. <…>
Солнечные лучи ударяют в кирасы и каски с золотыми орлами. Точно гигантские свечи горит сталь палашей. Как легкокрылые мотыльки вьются над шлемами пестрые флюгера. В топоте, в грохоте, в бряцанье и звоне вооружения, туго обтянутые белым сукном, крепко скованные металлом, проходят латники на могучих конях.
— Спасибо, эскадрон Её Величества! — бросает Царь.
Командир 27-го драгунского Киевского полка (01.03.1902-06.03.1907). Генерал-майор (пр. 1907; ст. 06.02.1907; за отличие). Командир 2-й бригады 15-й кавалерийской дивизии (с 06.02.1907). Начальник 1-й бригады кавалерии запаса (с 07.04.1907). Чин на 1 января 1909 г. — 1-я бригада кавалерийского запаса, дислокация — город Воронеж, генерал-майор, начальник бригады.
Генерал-лейтенант (пр. 06.12.1911; ст. 06.02.1913; за отличие).
На 01.07.1913 в том же чине и должности. Уволен от службы 25.01.1914 по возрастному цензу с мундиром и пенсией.

### Первая мировая война
После начала Первой мировой войны 31.07.1915 возвращен на службу с чином генерал-лейтенанта (ст. 12.08.1914) с зачислением в резерв чинов при штабе 6-й армии.
Командующий 1-й отдельной Прибалтийской конной бригадой (с 26.02.1916). На 10.07.1916 в том же чине и должности. Уволен от службы по прошению 21.08.1917.
Умер в Москве 30 декабря 1917 от рака желудка в госпитале при лечебнице доктора Баранова. Похоронен на Братском кладбище в Москве 05 января 1918.

## Награды
- Св. Станислава 2-й ст. (1892)
- Св. Анны 2-й ст. (1895)
- Св. Владимира 3-й ст. (1905)
- Св. Станислава 1-й ст. (1910)
- Св. Анны 1-й ст. (1916)[5].